# San Giuda Taddeo Apostolo (titolo cardinalizio)
San Giuda Taddeo Apostolo (in latino: Titulus Sancti Iudæ Thaddæi Apostoli) è un titolo cardinalizio istituito da papa Francesco il 28 novembre 2020 con la bolla Purpuratis Patribus.

## Informazioni
Il titolo insiste sulla chiesa di San Giuda Taddeo ai Cessati Spiriti, che fu costruita tra il 1994 ed il 1996 su progetto degli architetti Giuseppe Forti e Roberto Spaccasassi. La chiesa è sede parrocchiale, che fu eretta il 18 maggio 1960 con il decreto del cardinale vicario Clemente Micara Neminem sane, e nel 2012 ha mutato la sua denominazione in San Giuda Taddeo, Apostolo.
Dal 27 agosto 2022 il titolare è il cardinale Giorgio Marengo, prefetto apostolico di Ulan Bator.

## Titolari
- Cornelius Sim (28 novembre 2020 - 29 maggio 2021 deceduto)
- Giorgio Marengo, I.M.C., dal 27 agosto 2022